# Batalla de Uedahara
La batalla de Uedahara (上田原の戦い?) fue un conflicto bélico durante el período Sengoku de la historia de Japón donde Takeda Shingen sufrió su primera derrota militar, además del primer enfrentamiento en que se reporta el uso de armas de fuego en Japón.
Takeda Shingen se encontró con las fuerzas que habían asediado el castillo Shika y lideró a sus 12,000 hombres hacia el norte para encarar las tropas de Murakami Yoshikiyo. La avanzada de Shingen estaba liderada por Itagaki Nobukata y cuando atacaron la retaguardia de Yoshikiyo fueron rápidamente aniquilados e Itagaki fue muerto junto con su tropa.
Murakami utilizó 50 ashigaru armados con arcabuces chinos, los cuales servían como apoyo de los arqueros. En total 1200 hombres del clan Takeda fueron asesinados, incluyendo a Itagaki y otros dos generales, Amari Torayasu y Hajikano Den'emon. El mismo Shingen sufrió una herida de lanza en un costado.